# Barbay István
Barbay István (Mocsa, 1764. május 30. – 1838. február 10.) jegyző.

## Élete
A komáromi és a tatai gimnáziumban tanult; iskoláinak végeztével a tanítói s jegyzői pályát választotta. 1783-ban Banára költözött iskolamesternek; később Kocsra ment ugyanazon minőségben; 1790. április 20-án Szendre költözött iskolamester- és jegyzőnek, 1834-ben lemondott hivataláról és 1838-ban Ignác fiához vonult vissza.

## Munkái
Följegyzéseket hagyott hátra 1764–1836-ig, melyek különösen Szend helység történetére s a jegyzői életre vonatkoznak; a Vasárnapi Ujságban (1866. 34–38. sz.) közölte Szombathy Ignác.